# Aspalathus calcarea
Aspalathus calcarea är en ärtväxtart som beskrevs av Rolf Martin Theodor Dahlgren. Aspalathus calcarea ingår i släktet Aspalathus och familjen ärtväxter. Inga underarter finns listade i Catalogue of Life.